# Bautasteine von Vårgårda
| QS Vor- und Frühgeschichte | Dieser Artikel wurde aufgrund von inhaltlichen Mängeln auf der Qualitätssicherungsseite des WikiProjekts Vor- und Frühgeschichte eingetragen. Dies geschieht, um die Qualität der Artikel aus diesem Themengebiet auf ein akzeptables Niveau zu bringen. Bitte hilf mit, die inhaltlichen Mängel dieses Artikels zu beseitigen, und beteilige dich bitte an der Diskussion! |  |

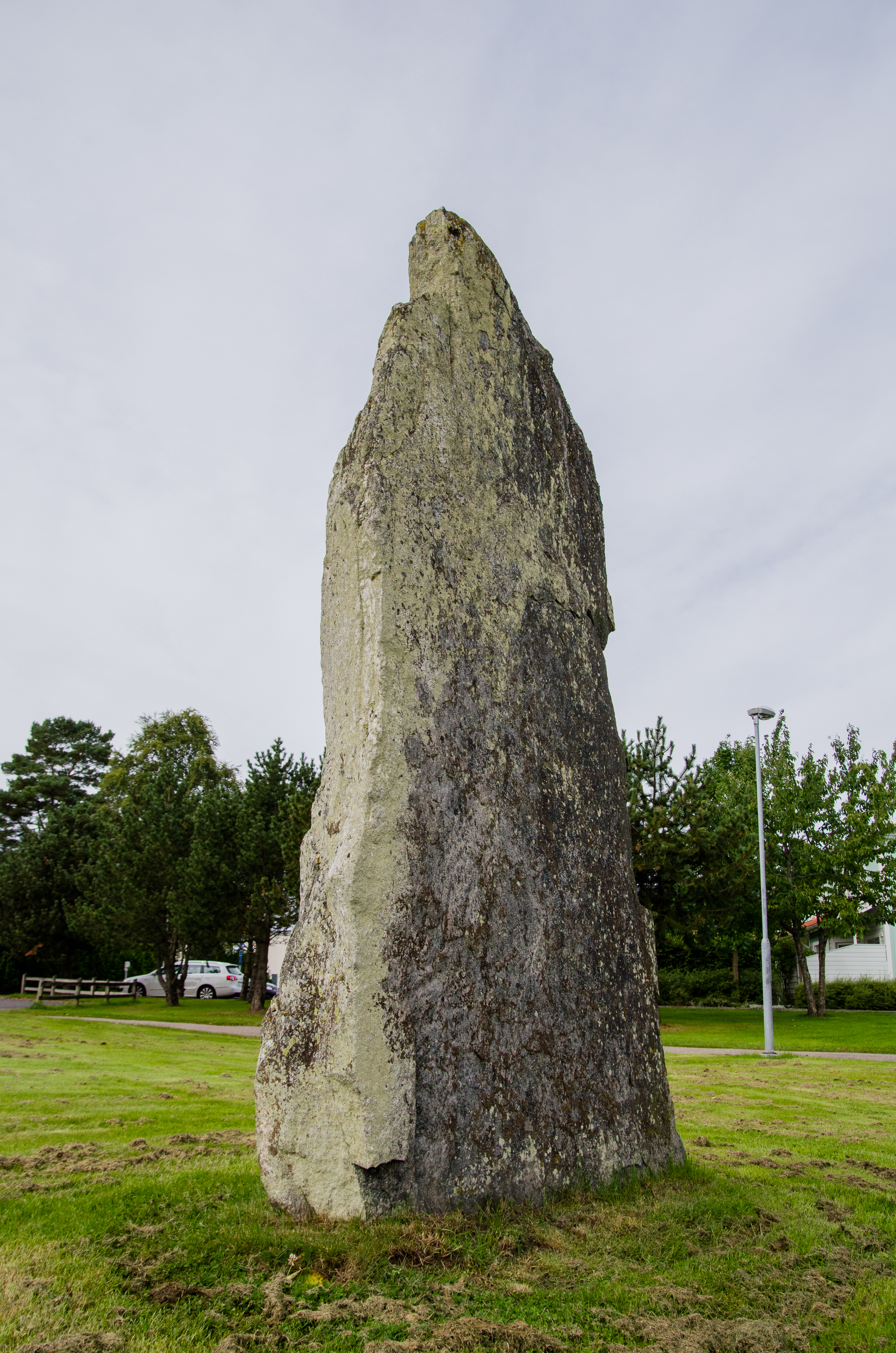
Bautastein Kullings-Skövde 12:1

Die Bautasteine von Vårgårda sind eine Gruppe von fünf Bautasteinen in Vårgårda in Västra Götalands län in Schweden. 
- Der 2,8 m hohe Bautastein Kullings-Skövde 11:1 steht im Norden von Vårgårda, in der Nähe des Stockholmsvägen. ⊙
- 100 Meter westlich steht der 3,25 m hohe Bautastein Kullings-Skövde 12:1. ⊙
- Bautastein Kullings-Skövde 10:2 ist 2,95 m hoch und 1,5 m breit. ⊙
- Bautastein Kullings-Skövde 9:1 ist 1,85 m hoch und 0,4 m breit. ⊙
- Bautastein Kullings-Skövde 22:1 ist 1,75 m hoch und 1,7 m breit. ⊙

Bautasteine von Vårgårda
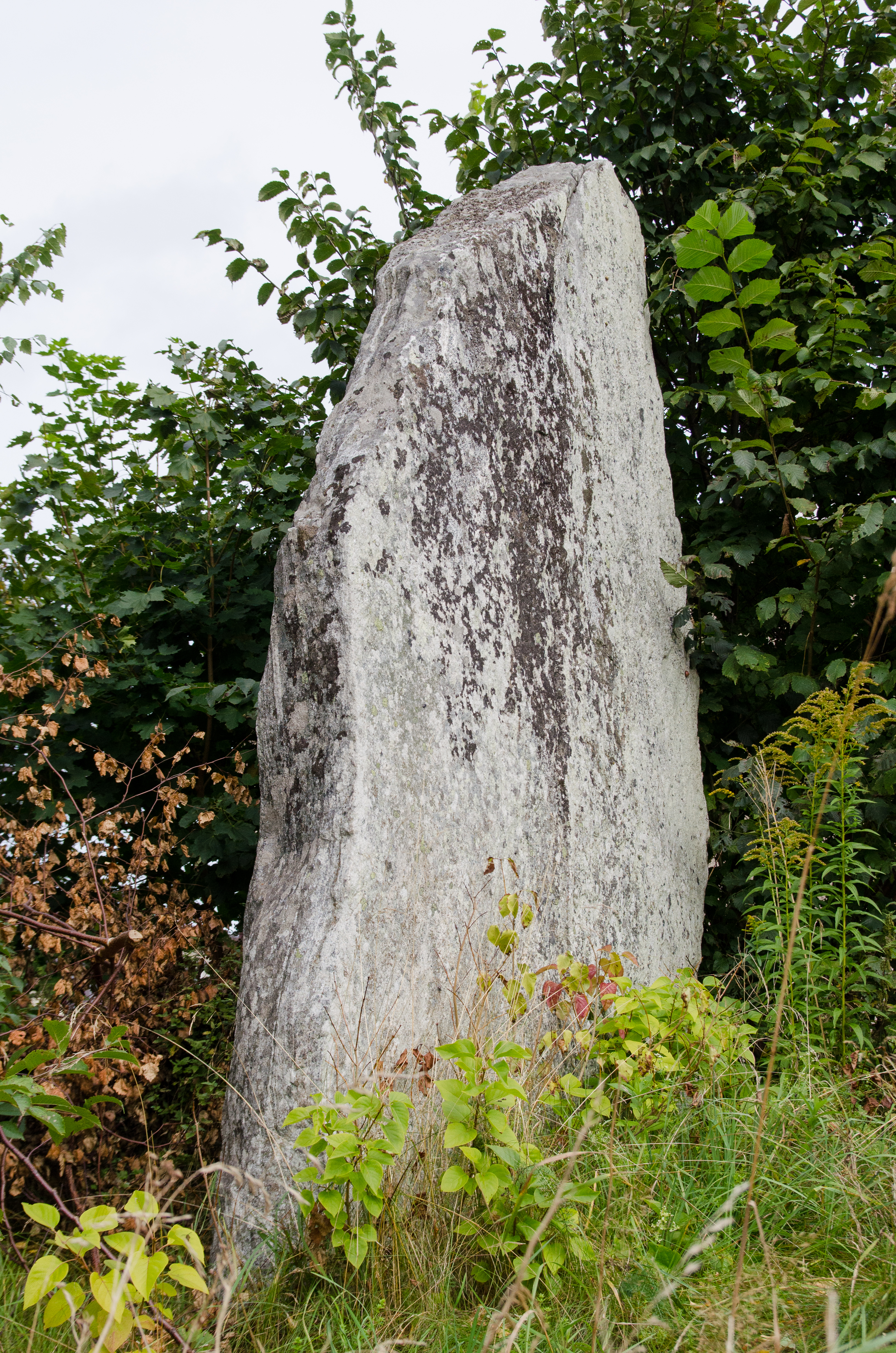
Bautastein Kullings-Skövde 12:1
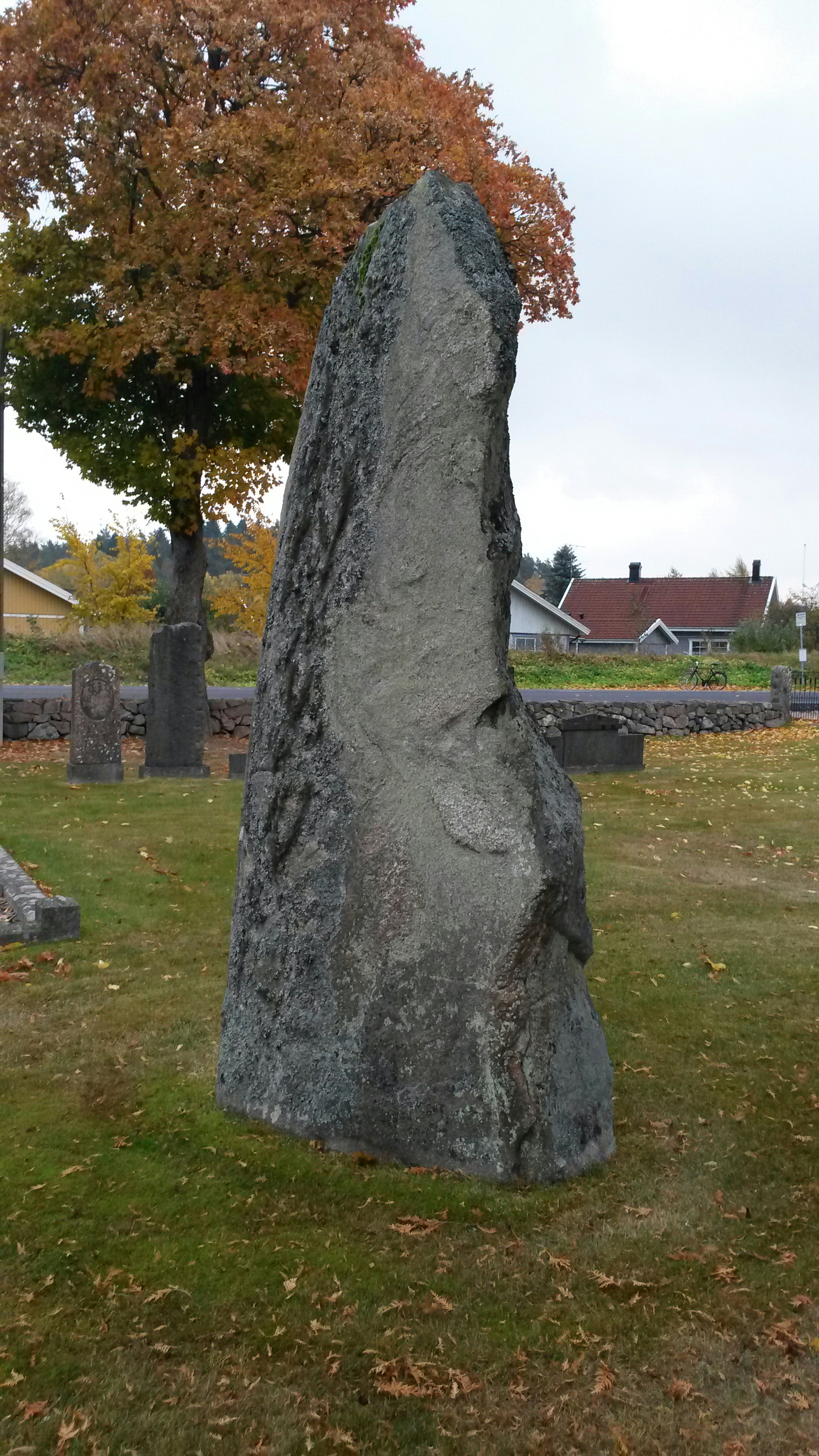
Bautastein Kullings-Skövde 10:2
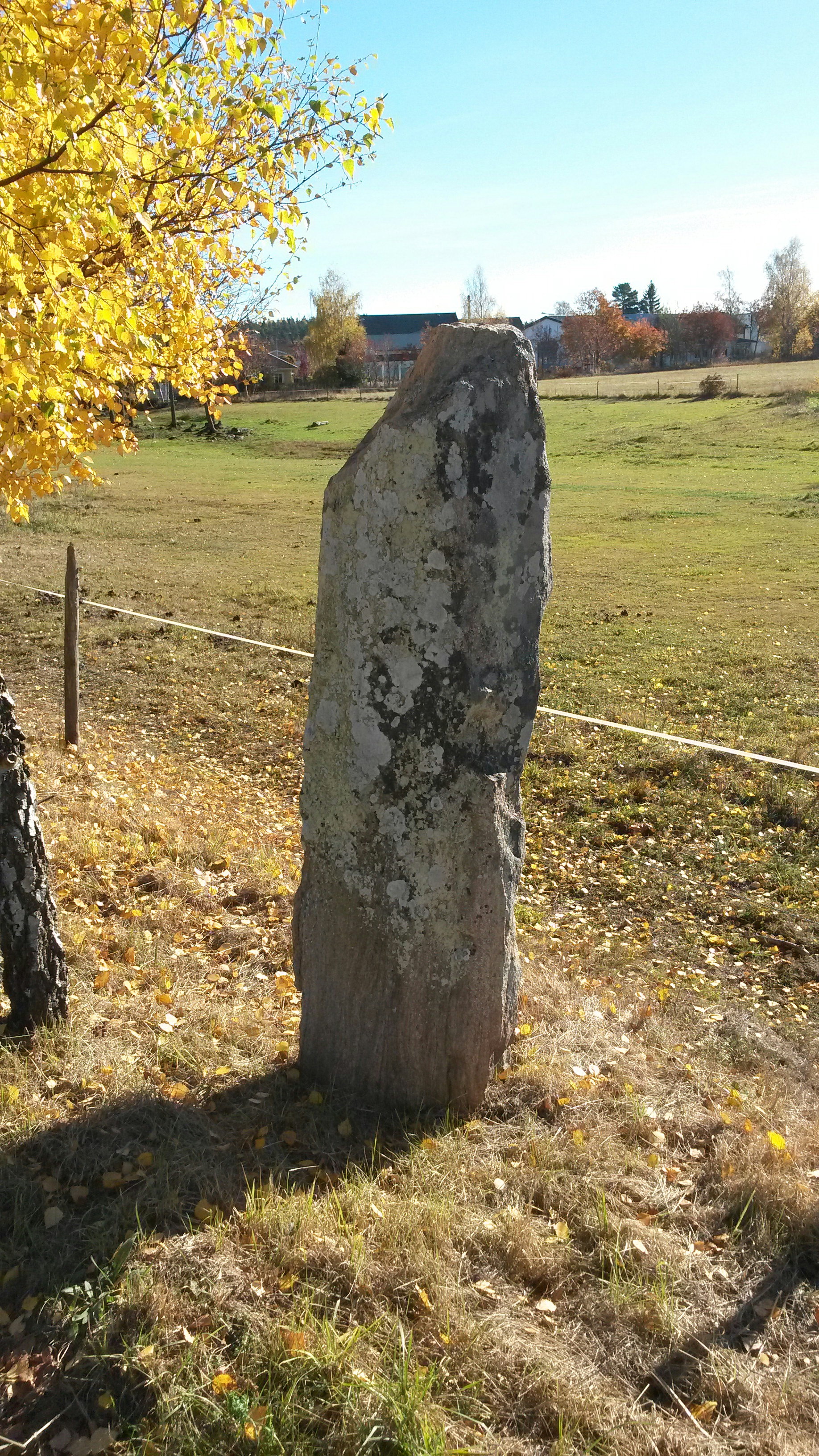
Bautastein Kullings-Skövde 9:1
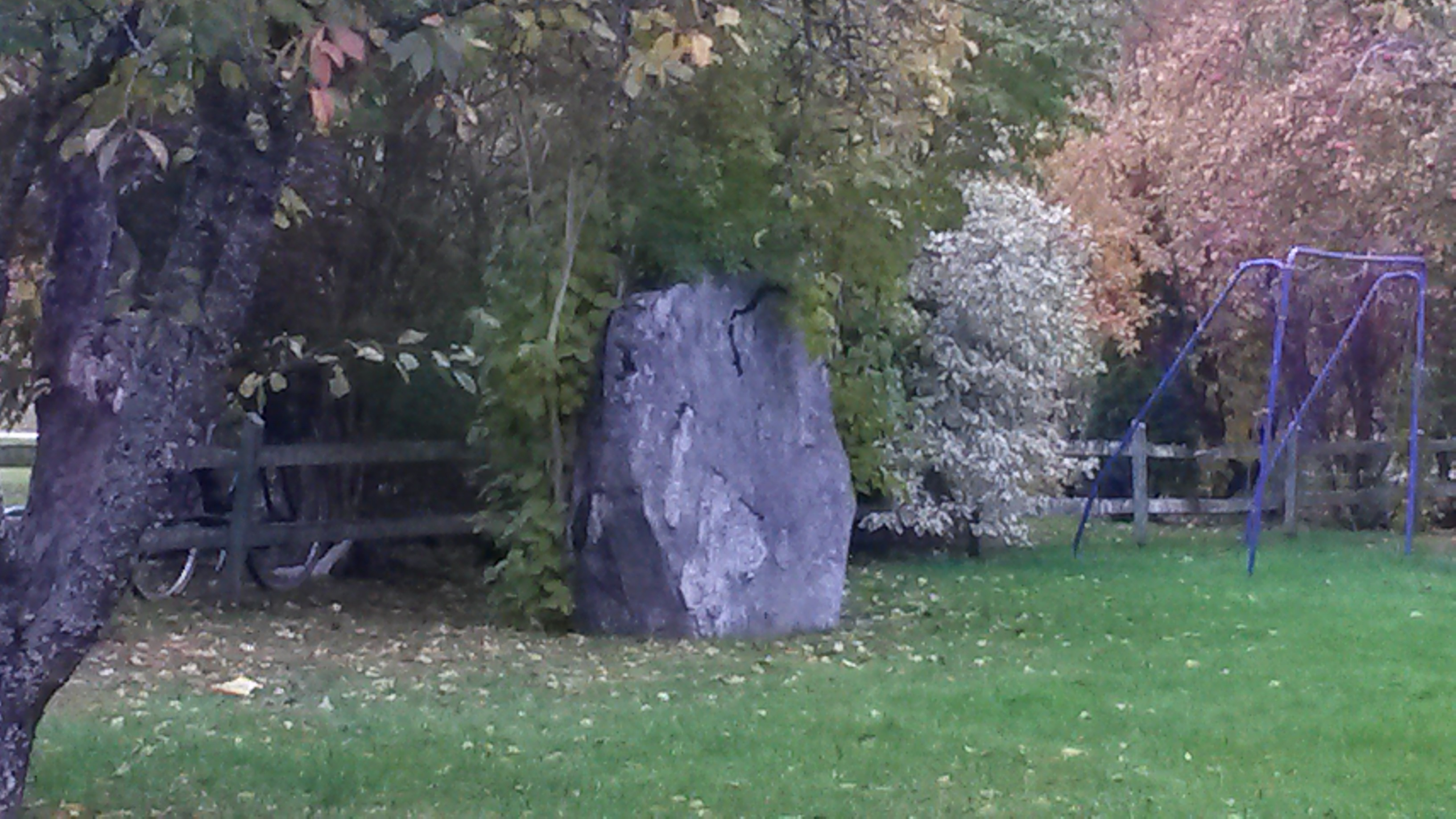
Bautastein Kullings-Skövde 22:1

In der Nähe liegt das Gräberfeld Kyllingakullen.